# Pierre-Victor Braun
Pour les articles homonymes, voir Braun.
Pierre-Victor Braun (Saint-Avold, 5 juin 1825 - Argenteuil, 18 mai 1882) est un prêtre français, religieux de Saint Vincent de Paul, fondateur des Servantes du Sacré-Cœur de Jésus de Versailles. Sa cause en béatification a été ouverte en France en 1991, et introduite auprès du Saint-Siège en 2007.

## Biographie
L'abbé Pierre-Victor Braun naît le 5 juin 1825, à Saint-Avold, en Lorraine germanophone. Le père Braun prend d'abord en charge les ouvriers germanophones qui cherchent du travail dans les banlieues industrieuses de Paris. Très vite, il se préoccupe aussi des jeunes filles venues chercher du travail dans la capitale. En 1866, il fonde la congrégation des Sœurs Servantes du Sacré-Cœur de Jésus en la chapelle Notre-Dame-de-Grâce de Grenelle. La petite communauté de sœurs a une règle de vie : « Qu’à tous, et de préférence aux plus démunis, soit annoncé l’Amour gratuit de Dieu ».
Pierre-Victor Braun meurt le 18 mai 1882, à Argenteuil, aujourd'hui dans le Val-d'Oise.
Il a un demi-frère Antoine-Nicolas Braun, missionnaire au Québec et fondateur des Sœurs de la charité de Québec et un de ses oncles est le grand-père de Léon-Ignace Mangin, saint et martyr.